# Batcengel
Batcengel (mong. Батцэнгэл сум) – jeden z 19 somonów ajmaku północnochangajskiego. Siedzibą administracyjną somonu znajdujący się 326 km od stolicy kraju, Ułan Bator i 50 km od stolicy ajmaku, Cecerlegu. W 2010 roku somon liczył 3289 mieszkańców.

## Gospodarka
Usługi: szkoła, szpital.